# Dog Town
Dog Town (chiamata anche Dogtown o Dogtown Diggings) è una Città fantasma nella Contea di Mono in California. Si trova sul torrente Dog (Dog Creek) a 6 miglia (10 km) sud sudest di Bridgeport ad un'altitudine di 7057 piedi, pari a 2151 m.

## Storia
La città fu fondata approssimativamente nell'anno 1857 da Carl Norst come miniera a cielo aperto. Nel 1859 un gruppo di mormoni arrivò al campo dove trovarono lavoro come minatori. Il termine "Dogtown" era spesso attribuito ai lavoratori delle miniere che vivevano in condizioni miserabili. La città sopravvisse brevemente prima di essere abbandonata.
Dogtown fu il primo insediamento nato con l'intento di estrarre oro nella parte est della Sierra Nevada. Sebbene la quantità di oro trovata fu minima, Dogtown attrasse l'attenzione di molti minatori verso quell'area della California. Ciò portò alla successiva scoperta di più importanti giacimenti di oro in aree vicine quali quelle di Bodie, Aurora e Masonic.
Al 2005 i pochi resti di Dogtown erano alcuni muri e una tomba.
Il sito dove sorgeva la città è stato dichiarato California Historical Landmark (°792) ed una placca a fianco della vicina U.S. Highway 395 indica la posizione.